# Gryazev-Shipunov GSh-23
Il Gryazev-Shipunov GSh-23 (in russo Грязев-Шипунов ГШ-23?, Grjazev-Šipunov GŠ-23) è un cannone automatico a doppia canna sviluppato nell'Unione Sovietica, prevalentemente per essere installato su aerei militari. Fu introdotto in servizio nel 1965 per rimpiazzare il cannone Nudelman-Rikhter NR-23.
Il GSh-23 adotta il principio sviluppato dall'ingegnere tedesco Karl Gast della Vorwerk nel 1916 (in inglese Gast gun). Si tratta di un'arma a doppia canna nella quale l'azione di fuoco della canna aziona il meccanismo dell'altra. Questo sistema conferisce una cadenza di tiro maggiore ed un'usura meccanica minore rispetto ad un'arma ad una sola canna, ma d'altra parte non può competere con la cadenza di tiro di un sistema Gatling elettrico come l'M61 Vulcan. Il sistema Gast è stato poco sfruttato in occidente, ma divenne popolare in Unione Sovietica adottato da una grande varietà di armi da fuoco.

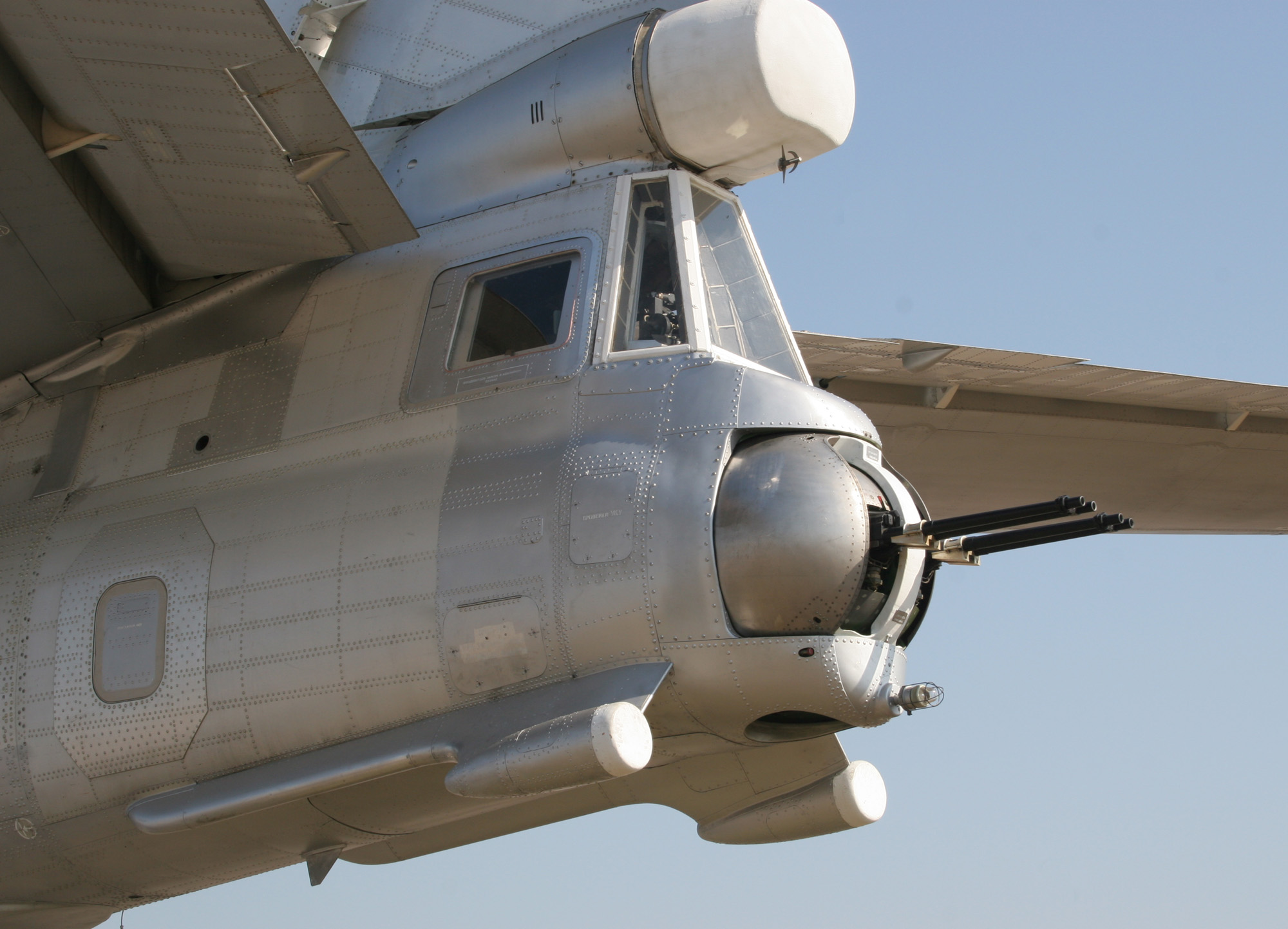
Un'installazione di due cannoni sulla torretta di coda del Tupolev

Il cannone è prodotto nella versione di base (semplicemente GSh-23) e nella più diffusa GSh-23L (ГШ-23Л), che si differenzia in particolare per il freno di bocca, un sistema applicato alla bocca da fuoco che diminuisce la forza di rinculo. Questo cannone venne montato di serie sui caccia MiG-21 (nelle versioni M, MF, SMT e bis), su tutte le versioni del MiG-23, sullo SOKO J-22 Orao, sia sul HAL Tejas che sul IAR 93, sulle torrette di coda del bombardiere Tupolev Tu-22M Backfire e su alcuni ultimi modelli del Tupolev Tu-95 Bear.
In questi ultimi casi l'arma ha la non comune capacità di sparare anche bengala e contromisure radar, funzionando sia come arma da fuoco che come distributore di contromisure antimissile.

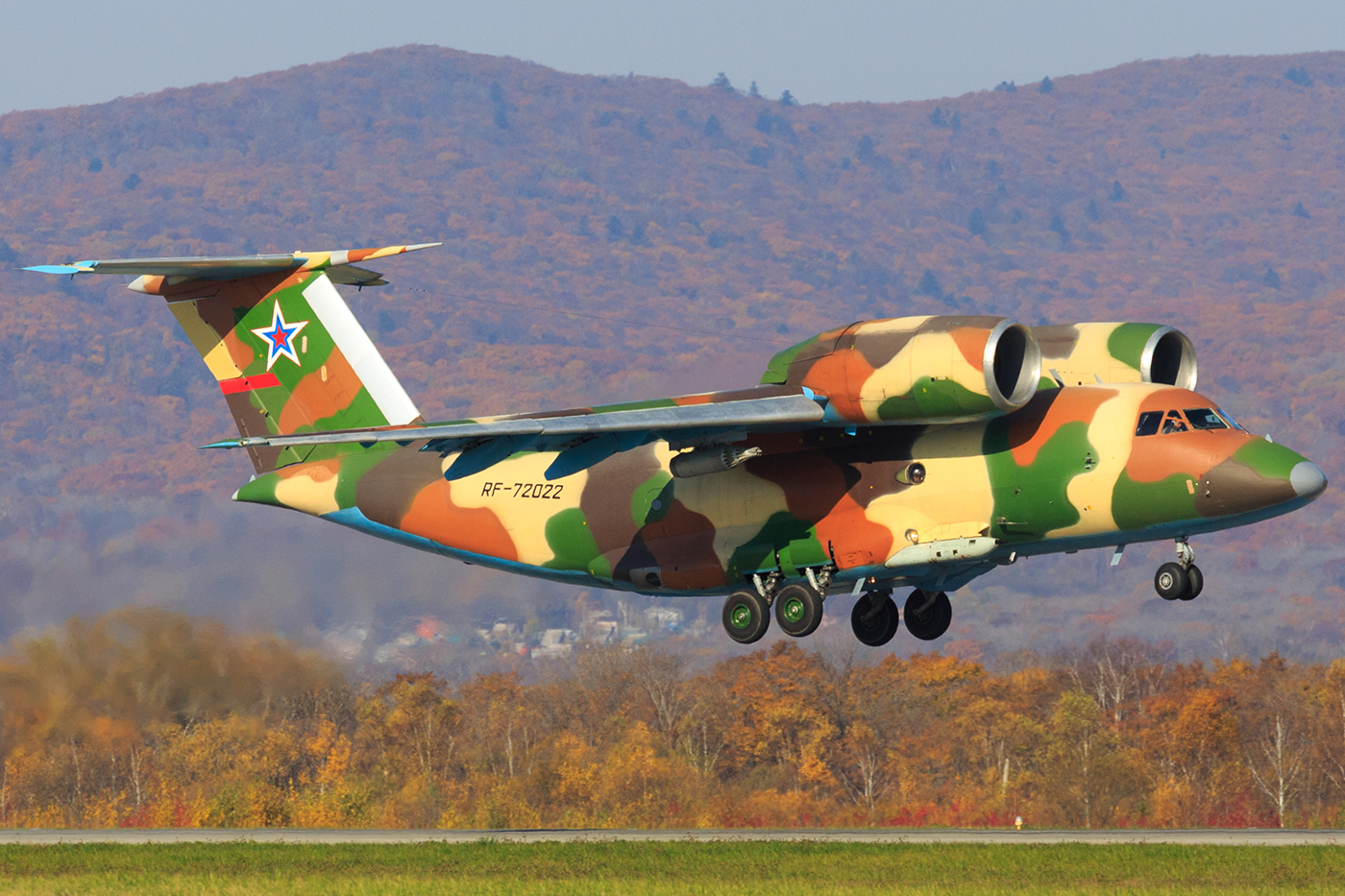
UPK-23-250 nella carenatura del carrello destro dell'Antonov

Il cannone venne anche montato su una piccola serie di Mil Mi-24VP (sul sostegno NPPU-23) e sul W-3WA Sokół polacco (alloggiamento fisso). Inoltre fu utilizzato su aerei da trasporto, quali l'Ilyushin Il-76 che ne prevedeva due in coda. L'Ilyushin Il-76M adottava questo armamento di serie, tranne nei modelli per l'esportazione, ed un esemplare con questo tipo di armamento venne esibito alla manifestazione aerea di Ivanovo nel 2002.

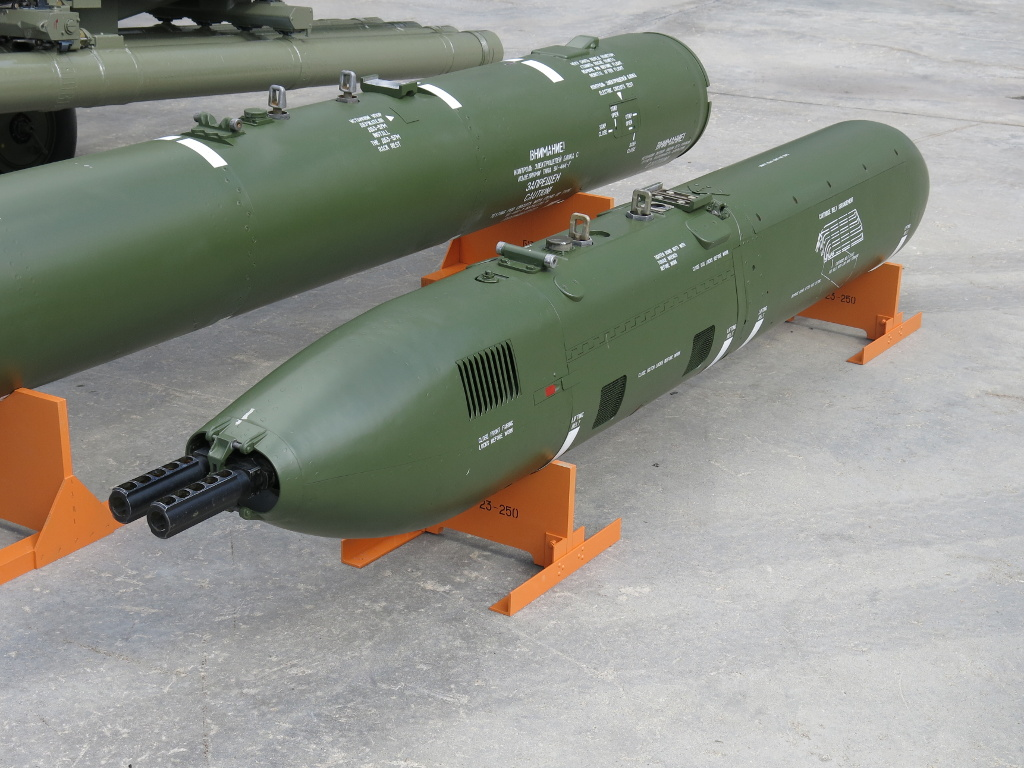
UPK-23-250

Alcuni modelli di MiG-21 di seconda generazione (PF, PFM) potevano agganciare il GSh-23L in una gondola ventrale, designata GP-9, che trasportava il cannone e 200 colpi; questo sistema venne rimpiazzato da un alloggiamento conformale più affusolato nelle ultime varianti. Vi sono anche diverse configurazioni disponibili per i piloni subalari: il UPK-23-250 per combattimenti aria-aria, con uno GSh-23L fisso e 250 colpi, e lo SPPU-22 con la possibilità di inclinare le canne verticalmente da 0° a −30° (questo alloggiamento è usato più spesso dai Su-17, -20 e -22).

## Utenti
- Unione Sovietica
- Russia
- India